# Shanti Devi (fartyg)

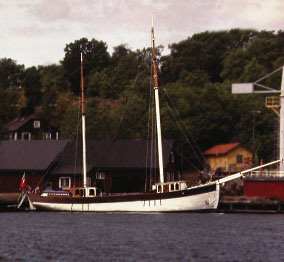
S/Y Shanti Devi vid Mälarvarvet i Stockholm 1983

Shanti Devi (hindi, "Fredens Gudinna") är en skonert som tidigare ägts av bland andra den norske författaren Axel Jensen, som bodde ombord i många år tillsammans med sin indiska hustru Pratibha, fram till 1990. Skutan låg länge i Vaxholm och i Stockholm och ägdes av dem båda.
Efter att Axel Jensen blev allvarligt sjuk blev skutan såld och seglade några år under norsk flagga tills den oförklarligt sjönk utanför Arendal i oktober 2012. Flera försök på bärgning har misslyckats.
Fartyget, som byggdes 1905 på Sjötorps varv vid Vänern, fick först namnet "Zeus", men registrerades senare i Gibraltar med namnet "S.Y.Shanti Devi" under Jensens ägarskap.
Då Shanti Devi i juli 1984 seglade in Oslofjorden bestod besättningen, utöver ägarna, av kapten Sven Kviman, läkaren Gun Sandahl, förste styrman Bengt Persson, matrosen Louise Sandahl, timmermannen Josef Horvat, kocken Poonam Rampal, och maskinchefen/trubaduren Robert E. Haraldsen.
Fartyget var från början byggd som fraktskuta, och optimalt dimensionerad för transporter genom det svenska kanalsystemet, Göta kanal, och Nordsjöns och Östersjöns kuster.
Åren 1985 och 1986 var "Shanti Devi" huvudbasen för planläggning och administration av "Oslo International Poetry Festival" under Axel Jensens ledning.